# Анисимов, Сергей Фёдорович
Серге́й Фёдорович Ани́симов (20.06.1922, с. Кобзево, Свияжский кантон, Татарская АССР, РСФСР — 10.06.2005, Москва, Российская Федерация) — советский и российский философ, специалист в области этики и аксиологии, социальной философии. Доктор философских наук (1967), профессор. Заслуженный профессор МГУ (1996). Действительный член Международной академии наук Высшей школы.

## Биография
Родился близ Казани в семье рабочего. В 1939 году с отличием  окончил среднюю школу Казани. В 1939-1941 гг. учился на философском факультете МИФЛИ имени Н. Г. Чернышевского.
Участник Великой Отечественной войны, которую закончил в Вене.
В декабре 1945 года вернулся на философский факультет МГУ и в 1949 году окончил его с отличием.
В 1954 году защитил диссертацию на соискание учёной степени кандидата философских наук по теме «Объективная закономерность и законы науки».
В 50-х годах преподавал в средних и высших учебных заведениях Москвы
С 1958 года научный сотрудник кафедры философии в ИПК при МГУ.
В 1960-1970 годы —  сотрудник кафедры истории и теории научного атеизма философского факультета МГУ имени М. В. Ломоносова.
В 1966 году защитил диссертацию на соискание учёной степени доктора философских наук по теме «Христианская мораль в свете марксистской этики».
Участвовал в создании самостоятельной кафедры этики, и был её первый заведующий в 1969—1980 гг.
В 1980—1986 годы — профессор кафедры исторического материализма, затем опять профессор кафедры этики.
Также преподавал в МОПИ имени Н. К. Крупской, Высшей школе профсоюзного движения.
Член Философского общества России, член Международной этической ассоциации.
Подготовил несколько десятков докторов и кандидатов наук. Автор 153 работы, автор монографий "Нравственный прогресс и религия", "Ценности реальные и мнимые", один из авторов «Настольной книги атеиста».

## Научная деятельность
В 1950-х годах, используя междисциплинарный подход к решению философских вопросов, занимался исследованием общей природы объективных закономерностей и логических особенностей отражающих их законов науки, а также взаимоотношением категорий закона, причинности, необходимости и случайности. С появлением новой отрасли — философии науки и техники, он стремился показать богатство философских идей заключающихся в ней. В 1960-х годах им было был подготовлен ряд работ о свободомыслии французских и немецких просветителей XVIII в., а также про имманентов начала XX в. Начиная с 1970-х годов С. Ф. Анисимов в основном занимается вопросами духовной жизни людей исследуя философию религии, этику, наряду с философской теорией ценностей (аксиология), которую рассматривает как общую основу для наук о человеческой духовности. В 1990-2000 годах занимался вопросами нормативной и аксиологической этики, изучал проблемы теории ценности. Он критиковал односторонние объективистские и субъективистские теории ценности, считая, что правильное понимание и определение феномену ценности можно дать лишь в границах той полной реальности, которая заключена во всей человеческой жизнедеятельности, в единстве её субъективных и объективных частей. Для этого им введены ключевые понятия: значение, значимость, значимое (ценностное) отношение, шкала ("иерархия") значений и др. Они раскрывают взаимосвязь ценностей и оценок с другими составляющими человеческой деятельности: потребностями, нормами, знанием.
С. Ф. Анисимовым была разработана концепция, в которой он обосновал, что мораль является не просто "формой отражения" действительности в сознании человека, а основополагающим свойством всей его жизнедеятельности, своего рода иммунной системой, которая предохраняет от энтропийного распада духовности как личности, так и целого общества. Он считал, что ни политическое сознание, ни правосознание, ни наука, ни религиозное и эстетическое сознание, как и никакая другая составляющая духовности, кроме морали не может брать на себя это бремя. С. Ф. Анисимов считал, что это исключительное право морального сознания является плодом всей общественной и космической эволюции. отсюда он полагал, что здесь кроется "тайна" необычайной повелительности нравственного чувства и самоочевидной императивности моральных требований. Он считал, что в настоящее время человечество, и особенно Россия, переживает спад нравственной духовности. Таким образом повсеместный упадок нравственности, ослабление её защитной функции сочетаясь с общемировым состоянием другого рода кризисных обстоятельств — военно-политических, демографических, экологических, экономических и др. — на пороге XXI века ставят человечество перед сложно дилеммой: конец человеческой цивилизации на Земле или же возрождение и обновление ей моральной духовности.

## Награды
- Орден Отечественной войны 2-й степени
- Медаль "За отвагу"
- Медаль "За оборону Сталинграда"

## Научные труды

### Монографии
- Анисимов С. Ф. Нравственный прогресс и религия. М., 1965
- Анисимов С. Ф. Ценности реальные и мнимые. М., 1970
- Анисимов С. Ф. НТР и социально-этические проблемы. [В соавт.]. М., 1977
- Анисимов С. Ф. Формирование духовного мира человека и НТР. [В соавт.]. М., 1977;
- Анисимов С. Ф. Мораль и поведение. М.: Мысль, 1979. (2-е изд. — 1985)
- Анисимов С. Ф. Методика преподавания этики в высшей школе. [В соавт.]. М., 1980;
- Анисимов С. Ф. Роль нравственного просвещения в духовном формировании личности. М., 1981
- Анисимов С. Ф. Духовные ценности: производство и потребление. — М.: Мысль, 1988. — 255 с. ISBN 5-244-00001-2
- Анисимов С. Ф. Введение в аксиологию. Уч. пос. для изучающих философию. М., 2001.

### Статьи
на русском языке
- Анисимов С. Ф. В. И. Ленин о единстве нравственного и атеистического воспитания трудящихся // Вопросы научного атеизма. Вып. 8. Ленинское атеистическое наследие и современность (к 100-летию со дня рождения В. И. Ленина) / Отв. ред. А. Ф. Окулов; Акад. обществ. наук ЦК КПСС. Ин-т научного атеизма. — М.: Мысль, 1969. — С. 244—281. — 380 с. — 17 000 экз.
- Анисимов С. Ф. Мораль как сторона человеческой деятельности // Структура морали и личность. М., 1977
- Анисимов С. Ф. Личность в ситуации морального конфликта // Личность: этические проблемы. М., 1979
- Анисимов С. Ф. Единство морального сознания и поведения в нравств. культуре личности // Нравственная культура: Сущность. Содержание. Специфика. Вильнюс, 1981
- Анисимов С. Ф. Взаимосвязь материального и духовного в нравственном общении людей // Нравственность и общение. Каунас, 1989
- Анисимов С. Ф. Роль этического просвещения в нравственном обновлении общества // Обновление морали и перспектива общества. М., 1990;
- Анисимов С. Ф. Право на жизнь: мораль — его единственная защита // Этика прав человека. Материалы международной конф. М., 1994
- Анисимов С. Ф. Единство теоретико-познавательного, социологического и ценностного способов рассмотрения морали // Моральные ценности и личность. М., 1994;
- Анисимов С. Ф. Теория ценностей в отечественной философии XX века. Очерки истории // Вестник МГУ. Сер."Философия". 1994. № 4

на других языках
- Anisimov S. F. Value theory in twentieth century Russian Philosophy. // Jornal of Value of Inguiry[англ.]. 1996. № 30.